# Korpule
Korpule este o localitate din comuna Šmarje pri Jelšah, Slovenia, cu o populație de 80 de locuitori.